# 林瑭
林瑭（1446年—？），字廷玉，福建福州府侯官縣人，民籍，明朝政治人物。

## 生平
成化元年，福建乙酉乡试第八十一名舉人。成化十七年，登辛丑科會試中進士。官至监察御史。

## 家族
曾祖林陽；祖父林信任；父林秀，母前母丁氏；母周氏。永感下。兄林玭（進士）、林玠（贡士）。